# 肉莖

舌形貝的肉足

肉莖（Pedicle），亦作肉足或腹莖，是動物學的一個名詞，指無脊椎動物裡的舌形貝型亞門及小嘴貝型亞門腕足动物以及部份雙殼綱軟體動物用來固著於海床的軟泥或砂礫中（亦作「受質」）或用來清除會阻礙淤泥的器官。
腕足动物的肉莖從其腹殼上的肉莖洞（亦作肉莖孔）伸出。不過有些腕足动物並沒有功能性的肉莖，所以沒有了肉莖洞。